# Антоний (Варжанский)
Архиепископ Анто́ний (в миру Михаил Антонович Варжанский; 16 (28) января 1890, село Лопатичи, Житомирский уезд, Житомирская область — 28 мая 1971, Вильнюс) — архиерей Русской православной церкви, архиепископ Виленский и Литовский.

## Биография
Родился 16 января 1890 года в семье псаломщика села Лопатичи Житомирской области.
В 1909 году окончил духовную семинарию в Житомире.
В 1911 году поступил в Неврологический институт в Петербурге.
В 1915 году поступил в Юрьевский университет, где до января 1917 г. закончил восемь семестров историко-филологического факультета.
С января 1917 по январь 1918 года служил в рядах Русской армии.
После демобилизации назначается инспектором Высшего начального училища. Во время польской оккупации в 1920 году отстранен от педагогической работы и с 1922 года состоял псаломщиком в Волынской епархии.
7 июля 1937 года архиепископом Волынским и Кременецким Польской Православной Церкви Алексием (Громадским), Михаил Варжанский был рукоположён во диакона, 12 июля — во священника к храму селп Бодячева Волынской епархии.
24 июня 1941 года потерял жену, убитую немцами.
Во время немецкой оккупации отстранен от служения за отказ подчиниться администратору «Автокефальной Украинской церкви» Поликарпу (Сикорскому).
В 1944 году восстановлен в том же селе.
С 1946 года — настоятель Покровской церкви в Луцке и с 1956 года — преподаватель Волынской духовной семинарии.
С 1958 года — настоятель Русской Православной Церкви в Дрездене, затем благочинный приходов в ГДР и в течение года секретарь при епископе Берлинском и Германском.
В августе 1961 году отозван на Родину, находился на лечении, а в январе 1962 году назначен ректором Одесской духовной семинарии.
25 августа 1963 году хиротонисан во епископа Виленского и Литовского.
Того же 25 августа «ввиду высокого положения Виленской епархии… и во внимание к многолетней службе в Церквей Божией в священническом сане» возведён в сан архиепископа с правом ношения креста на клобуке.
Усердный молитвенник и одаренный проповедник, на всех местах служения он проявлял себя как опытный пастырь.
Скончался 28 мая 1971 года от второго инфаркта миокарда, и погребён в архиерейской усыпальнице Свято-Духова монастыря.